# Lars Skupień
Lars Skupień (ur. 24 października 1997) – polski żużlowiec.

## Życiorys
Wychowanek ROW-u Rybnik. Licencję żużlową zdobył 14 września 2016 roku na torze w Rybniku. W pierwszym seniorskim sezonie podpisał kontrakt z Wilkami Krosno (2019). W polskiej lidze żużlowej reprezentował także PSŻ Poznań (2020-2021) oraz Polonię Piła (od 2022).
Na sezon 2023 podpisał tzw. kontrakt warszawski z rybnickim klubem. W tym roku pojawiał się także w składzie ekstraligowych Wilków Krosno, które reprezentował w jednym ze spotkań.
Bratanek Antoniego Skupienia i Eugeniusza Skupienia, również żużlowców.

## Starty w lidze (szczegółowo)
| Sezon | Liga    | Klub            | Miejsce | Mecze | Biegi | Punkty | Bonusy | Razem | Śr. bieg. | Śr. mecz. |
| ----- | ------- | --------------- | ------- | ----- | ----- | ------ | ------ | ----- | --------- | --------- |
| 2017  | 2. liga | Kolejarz Rawicz | (n)     | 1     | 5     | 5      | 1      | 6     | 1,200     | 5,000     |
| 2018  | 1. liga | ROW Rybnik      | 36.     | 16    | 55    | 75     | 8      | 83    | 1,509     | 5,188     |
| 2019  | 2. liga | Wilki Krosno    | 39.     | 9     | 35    | 39     | 2      | 41    | 1,171     | 4,556     |
| 2020  | 2. liga | PSŻ Poznań      | 32.     | 8     | 34    | 34     | 7      | 41    | 1,206     | 5,125     |
| 2021  | 2. liga | PSŻ Poznań      | 32.     | 11    | 51    | 68     | 5      | 73    | 1,431     | 6,636     |
| 2022  | 2. liga | Polonia Piła    | 44.     | 10    | 41    | 39     | 1      | 40    | 0,951     | 3,900     |

(n) - zawodnik niesklasyfikowany.